# وريغوت بوجو إسماعيلا
وريغوت بوجو إسماعيلا (مواليد 4 أغسطس 1998) هو لاعب كرة قدم نيجيري.

## وصلات خارجية
- وريغوت بوجو إسماعيلا على موقع رابطة كرة القدم اليابانية للمحترفين (اليابانية)
- وريغوت بوجو إسماعيلا على موقع قاعدة بيانات كرة القدم.إي يو (الإنجليزية)
- وريغوت بوجو إسماعيلا على موقع Soccerway.com (الإنجليزية)
- وريغوت بوجو إسماعيلا على موقع عالم كرة القدم.نت (الإنجليزية)